# Succhia clitoride

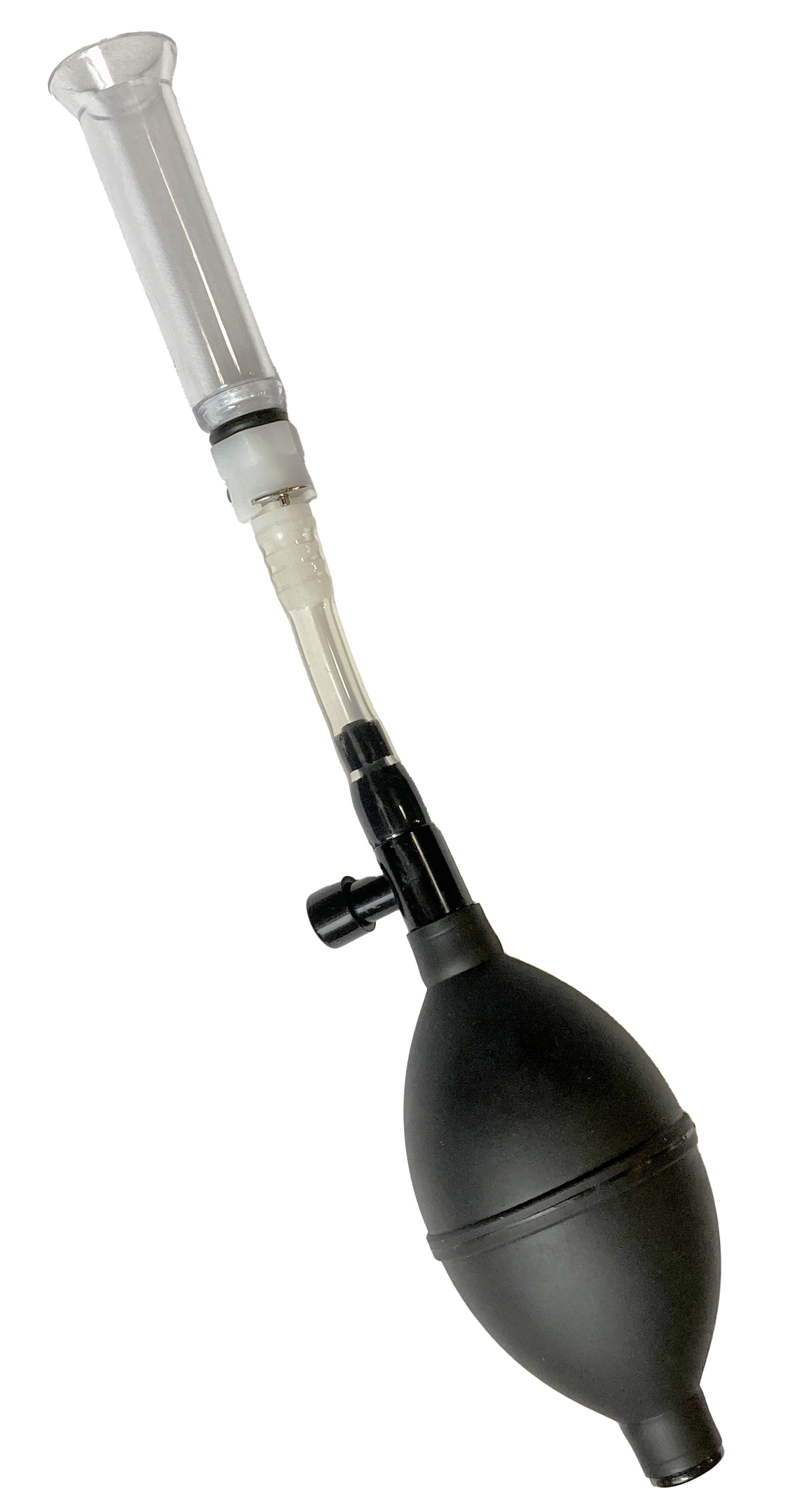
Il modello più semplice di succhia clitoride

I succhia clitoride, talvolta scritto succhiaclitoride, chiamati anche pompe clitoridee, sono giocattoli sessuali progettati per stimolare il clitoride, ottenendo sensazioni di piacere sessuale che portino al raggiungimento dell'orgasmo. A differenza dei vibratori, i succhia clitoride non sono stati progettati per offrire piacere attraverso la penetrazione o lo sfregamento, bensì attraverso una più delicata stimolazione del clitoride ottenuta suggendolo, così da aumentarne il flusso sanguigno e, conseguentemente, le dimensioni e la sensibilità.
Originariamente progettato per essere utilizzato sull'intero clitoride esterno, compreso il cappuccio clitorideo, il succhia clitoride è stato poi sviluppato in diversi modelli atti a risucchiare le grandi e le piccole labbra, l'intera vulva o i capezzoli. Esso non è stato tuttavia progettato per essere applicato direttamente sull'orifizio vaginale, né tantomeno per essere inserito all'interno della vagina, ed un suo mal utilizzo potrebbe causare lesioni.
Oltre che alla raggiungimento del piacere durante la masturbazione o prima di un rapporto sessuale, l'utilizzo di una pompa clitoridea può anche aiutare a rafforzare i muscoli del pavimento pelvico e a favorire la lubrificazione vaginale, che può diminuire con l'età. L'uso di questi dispositivi, che, se effettuato per scopi medici, è soggetto negli Stati Uniti d'America alla regolamentazione della Food and Drug Administration, è inoltre spesso raccomandato dai medici per il trattamento di problemi legati alla sfera sessuale femminile, compresi quelli associati all'anorgasmia o quelli riguardanti la diminuzione della libido dovuta all'età o a trattamenti chemioterapici.

## Struttura e funzionamento
Nella forma più semplice, un succhia clitoride è solitamente composto da un cilindro (o coppa) vuoto, solitamente realizzato in plastica dura o silicone, unito per mezzo di un tubo in plastica ad un palloncino autoespandibile, solitamente realizzato in gomma o silicone, da azionare a mano. A seconda delle dimensioni e dell'ampiezza della zona da stimolare, il cilindro può essere di diverse dimensioni e avere una seziona tonda od ovale. Le varianti più piccole sono destinate esclusivamente alla suzione del clitoride e del cappuccio clitorideo, fornendo una stimolazione più mirata, mentre quelle con una coppa più grande producono una sensazione più diffusa.
Per utilizzare il dispositivo, il cilindro viene posizionato sopra il clitoride e si aziona il palloncino con la mano, così da creare un vuoto tra la pelle del e il dispositivo. L'effetto di suzione, la cui intensità può essere controllata regolando la pressione sul palloncino, fa vibrare il clitoride, causando la tensione della pelle dello stesso e un aumento del flusso di sangue. Generalmente è presente anche una valvola di rilascio rapido, così da garantire la sicurezza dell'utilizzo, inoltre, al fine di evitare lesioni è importante rilasciare l'aspirazione in modo controllato e graduale.

## Tipi

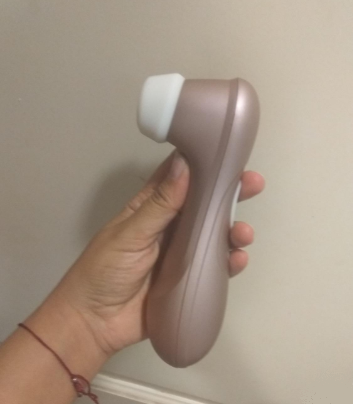
Un succhia clitoride di ultima generazione: dal design sono stati eliminati il cilindro, sostituito da una coppetta intercambiabile da applicare al beccuccio, e il palloncino autoespandibile, sostituito da una pompa elettrica

Come detto, il dispositivo sopra descritto costituisce l'esempio più semplice di succhia clitoride. Negli anni, infatti, la tecnologia ha via via migliorato questi giocattoli sessuali, rendendoli sempre più piccoli e sostituendo il cilindro con una piccola coppetta e il palloncino a mano con una pompa elettrica. Oggi le pompe clitoridee possono essere grossomodo distinte in quattro categorie:
- Pompe semplici: costituite da una cilindro o una coppa collegato tramite un tubo a un palloncino autoespandente da azionare a mano.
- Pompe con protuberanze all'interno del cilindro: fondamentalmente identiche al modello più semplice ma dotate di un cilindro sulla cui superficie interna sono presenti piccole protuberanze pensate rendere la stimolazione più intensa. Solitamente i cilindri sono sostituibile con altri aventi trame di protuberanze diverse.
- Pompe con elemento vibrante: questo modello include un sistema di vibrazione del cilindro azionabile attraverso un interruttore separato, che punta a dare una stimolazione più intensa.[2]
- Pompe elettriche: sostituendo il cilindro con una più discreta piccola coppa e il palloncino autoespandibile con una pompa elettrica di intensità regolabile, questi più moderni succhia clitoride, pensati in alcuni casi come veri e propri oggetti di design, consentono facilmente di regolare la velocità e l'intensità della suzione, stimolando il clitoride grazie a onde di pressione generate dall'oscillazione di una membrana contenuta all'interno di un beccuccio su cui viene posta la coppetta.

Nei moderni succhia clitoride, il richiamo a forme anatomiche maschili è praticamente del tutto scomparso; ciò, assieme a una forma più discreta ed elegante rispetto alle pompe più semplici, fa sì che essi siano indicati anche per coloro le quali non apprezzano o sono infastidite dai più espliciti vibratori.